# Felix Leitner
Pour les articles homonymes, voir Leitner (homonymie).
Felix Leitner, né le 31 décembre 1996 à Hall en Tyrol, est un biathlète autrichien. Il est plusieurs fois champion du monde chez les juniors.

## Biographie
Son frère Clemens Leitner est un sauteur à ski.
Felix Leitner est sélectionné pour sa première compétition internationale en 2014 à l'occasion des Championnats du monde jeunesse. Lors de l'édition 2015, il remporte le titre sur la poursuite.
Après deux titres en 2016 aux Championnats du monde juniors de biathlon en individuel et en sprint, il est sacré champion d'Europe de l'individuel en 2018.
Pour ses débuts en Coupe du monde, il participe aux cinq premières étapes de la saison 2016-2017. Il parvient à marquer ses premiers points en janvier 2017 à Oberhof (39e du sprint). En mars 2018, Felix Leitner monte sur son premier podium lors du relais d'Oslo en compagnie de Dominik Landertinger, Julian Eberhard et Simon Eder. Il émerge régulièrement au niveau mondial lors de la saison suivante, multipliant les résultats dans les points, avant de s'illustrer encore à Oslo, où il est dixième du sprint, puis quatrième de la poursuite. Il dispute ses premiers championnats du monde sénior en 2019 à Östersund.
Le 17 janvier 2021, à Oberhof, l'Autrichien monte sur son premier podium individuel en prenant la deuxième place de la mass start derrière le Norvégien Tarjei Boe, signant notamment un 20/20 face aux cibles.

## Palmarès

### Jeux olympiques
| Édition / Épreuve | Individuel | Sprint | Poursuite | Mass start | Relais | Relais mixte |
| ----------------- | ---------- | ------ | --------- | ---------- | ------ | ------------ |
| Pékin 2022        | 16e        | 46e    | 10e       | 29e        | 10e    | 10e          |

### Championnats du monde
| Édition / Épreuve       | Individuel | Sprint | Poursuite | Mass start | Relais | Relais mixte | Relais mixte simple |
| ----------------------- | ---------- | ------ | --------- | ---------- | ------ | ------------ | ------------------- |
| Östersund 2019          | 30e        | 36e    | 22e       | 19e        | 8e     | —            | —                   |
| Antholz-Anterselva 2020 | 27e        | 9e     | 9e        | 6e         | 6e     | 8e           | —                   |
| Pokljuka 2021           | 14e        | 52e    | 45e       | —          | 10e    | —            | —                   |
| Nové Město 2024         | 57e        | 49e    | 39e       | —          |        | —            | —                   |

Légende :
- — : non disputée par Leitner

### Coupe du monde
- Meilleur classement général : 22e en 2020.
- 1 podium en individuel : 1 deuxième place.
- 2 podium en relais : 1 deuxième place et 1 troisième place.

 Mis à jour le 17 janvier 2021 

#### Classements en Coupe du monde
| Saison    | Individuel | Individuel | Sprint | Sprint   | Poursuite | Poursuite | Mass start | Mass start | Général | Général  |
| Saison    | Points     | Position   | Points | Position | Points    | Position  | Points     | Position   | Points  | Position |
| --------- | ---------- | ---------- | ------ | -------- | --------- | --------- | ---------- | ---------- | ------- | -------- |
| 2016-2017 | -          | -          | 4      | 87e      | -         | nc        |            |            | 4       | 103e     |
| 2017-2018 | 13         | 45e        | 6      | 83e      | -         | nc        |            |            | 19      | 77e      |
| 2018-2019 | 37         | 31e        | 115    | 27e      | 135       | 19e       | 36         | 31e        | 323     | 27e      |
| 2019-2020 | 37         | 27e        | 116    | 22e      | 58        | 28e       | 89         | 21e        | 300     | 22e      |
| 2020-2021 | 39         | 30e        | 111    | 26e      | 100       | 26e       | 60         | 22e        | 313     | 24e      |
| 2021-2022 |            | 33e        |        | 30e      |           | 26e       |            | 13e        | 315     | 29e      |
| 2022-2023 |            |            |        | 41e      |           | 31e       |            | 38e        | 123     | 37e      |

### Championnats d'Europe
- Médaille d'or de l'individuel en 2018 à Ridnaun.

### Championnats du monde junior
- Médaille d'or de l'individuel en 2016.
- Médaille d'or du sprint en 2016.
- Médaille de bronze de la poursuite en 2016.

### Championnats du monde jeunesse
- Médaille d'or de la poursuite en 2015.
- Médaille d'argent du sprint en 2015.